# Pakistan na Zimowych Igrzyskach Olimpijskich 2010

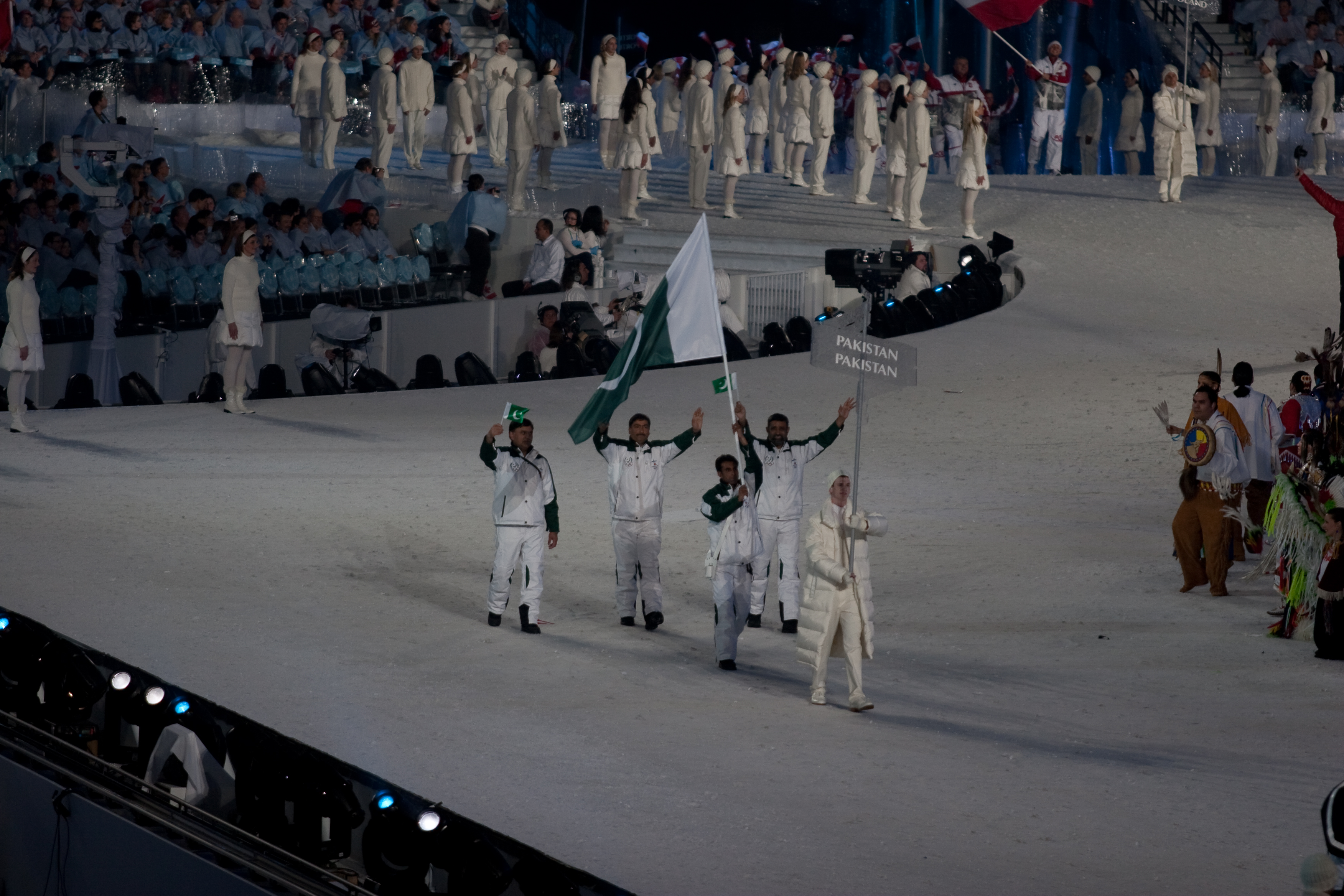
Reprezentacja Pakistanu podczas ceremonii otwarcia

Pakistan na Zimowych Igrzyskach Olimpijskich 2010 reprezentował jeden zawodnik. Był to pierwszy start Pakistanu na zimowych igrzyskach olimpijskich.

## Wyniki reprezentanta Pakistanu

### Narciarstwo alpejskie
| Zawodnik       | Konkurencja       | 1 przejazd | 1 przejazd | 2 przejazd | 2 przejazd | Łącznie | Łącznie | Źródło            |
| Zawodnik       | Konkurencja       | Czas       | Pozycja    | Czas       | Pozycja    | Czas    | Pozycja | Źródło            |
| -------------- | ----------------- | ---------- | ---------- | ---------- | ---------- | ------- | ------- | ----------------- |
| Muhammad Abbas | slalom gigant (m) | 1:38,27    | 87.        | 1:42,31    | 79.        | 3:20,58 | 55.     | [ 1 ] [ 2 ] [ 3 ] |